# 15779 Scottroberts
15779 Scottroberts eller 1993 OA3 är en asteroid i huvudbältet som upptäcktes den 26 juli 1993 av de båda amerikanska astronomerna Carolyn S. Shoemaker och David H. Levy vid Palomar-observatoriet. Den är uppkallad efter amatörastronomen Scott Roberts.
Asteroiden har en diameter på ungefär 6 kilometer och den tillhör asteroidgruppen Phocaea.